# Ascopiave
Ascopiave S.p.A. è una società per azioni italiana, costituita nel 2004, avente come attività la realizzazione e gestione di reti ed impianti per la distribuzione di gas metano e di impianti per la produzione e distribuzione di energia elettrica.
La società è quotata presso la Borsa valori di Milano. (Codice Isin: IT0004093263 Codice Alfanumerico: ASC), presente negli indici FTSE Italia Mid Cap e FTSE Italia STAR.

## Storia
La società è stata costituita il 14 settembre 2004 con la denominazione Ascogas S.r.l., è stata quindi trasformata in S.p.A. con l'attuale denominazione il 27 dicembre 2004 ed ha iniziato ad operare a seguito del conferimento dell'intera attività produttiva di una preesistente Ascopiave S.p.A., che è rimasta il principale azionista della società con la denominazione Asco Holding S.p.A.
La società trae in effetti origine dal Consorzio obbligatorio fra i comuni della Marca Trevigiana facenti parte del Bacino Imbrifero del Piave, istituito nel 1956 fra i 34 comuni della valle del fiume Piave con lo scopo di raccogliere i canoni versati dalle società idroelettriche per l'utilizzo delle acque del fiume e destinarli ad opere di sistemazione del territorio oltre che a generiche attività volte a favore del progresso economico e sociale delle popolazioni. Il consorzio decise di concentrare queste generiche attività nella metanizzazione del territorio, destinando a tale opera gran parte delle risorse raccolte; negli anni la rete si estese ai 34 comuni consorziati ed a 58 altri comuni limitrofi che stipularono apposite convenzioni. Il primo comune fu allacciato alla condotta di distribuzione primaria nel 1971 e l'estensione a tutti gli altri venne completata nei vent'anni successivi.
Nel 1996, il mutato quadro normativo impose la creazione di una azienda speciale consortile, suddividendone le quote di partecipazione tra i 34 comuni soci del consorzio, denominata Azienda Speciale Consortile del Piave (in breve A.S.CO. Piave), alla quale venne conferita l'intera attività economica del consorzio stesso. Successivamente, assumono quote dell'azienda speciale anche i 58 comuni originariamente convenzionati e, nel 2001, ne entra a far parte anche il comune di Castelfranco Veneto, che conferisce la propria rete di distribuzione, completando il nucleo dei 93 comuni attualmente soci.
Nel dicembre 2001, in attuazione del D.Lgs. 164/2000, l'azienda speciale venne trasformata in società per azioni con la denominazione Ascopiave S.p.A.; questa, come detto sopra, nel 2004 conferisce l'attività all'attuale Ascopiave, assumendo la denominazione Asco Holding.
Nel frattempo la società si era ampliata acquisendo, tra il 2000 e il 2002, sette società operanti nella distribuzione del gas in Veneto, Lombardia e Friuli-Venezia Giulia, per un totale di 64 concessioni e circa 108.000 utenti, estendendo inoltre la propria attività alle telecomunicazioni, con la creazione nel 2000 di Asco Tlc S.p.A., ed alla generazione di energia elettrica, con l'acquisizione alla fine del 2002 di Mirant Italia S.r.l.
Ad ulteriore applicazione del D.Lgs. 164/2000, nel corso del 2003 è stata attuata la separazione della gestione delle reti da quella della vendita del gas, conferendo quest'ultima alla neocostituita Ascotrade S.p.A., interamente controllata, mentre un processo di riorganizzazione ha portato all'incorporazione di tutte le società di distribuzione acquisite negli anni precedenti.
Nel 2008 i comuni serviti, 156 nel 2002, erano 154, a seguito della cessazione della concessione nel 2005 del comune di Creazzo e nel 2007 del comune di Santorso.
Il Gruppo detiene concessioni e affidamenti diretti per la gestione dell’attività in 268 Comuni, fornendo il servizio a circa 775.000 utenti attraverso una rete di oltre 12.000 chilometri. La società è inoltre partner del Gruppo Hera nella commercializzazione del gas e dell’energia elettrica, detenendo una partecipazione del 48% nella società Estenergy. Presente anche nel settore idrico, essendo socio e partner tecnologico della società Cogeide.

## Dati legali ed iscrizioni
Denominazione: Ascopiave S.p.A.
Sede legale: Via Verizzo 1030 - 31053 Pieve di Soligo (TV)
Codice Fiscale e Partita IVA: 03916270261

## Consiglio d'amministrazione
- Presidente: Nicola Cecconato
- Consigliere: Roberto Bet
- Consigliere: Mariachiara Geronazzo
- Consigliere: Cristian Novello
- Consigliere: Greta Pietrobon
- Consigliere: Enrico Quarello
- Consigliere: Luisa Vecchiato

Il Consiglio d'amministrazione resterà in carica sino al 31 dicembre 2022.

## Azionariato
L'azionariato comunicato alla Consob è il seguente:
- Asco Holding: 61,562%
- Azioni proprie: 5,004%
- Altri azionisti: 33,276%[4]

## Principali partecipazioni

### Partecipazioni dirette

#### Settore Gas
- Estenergy S.p.A.. - Trieste - 48%
  -  Ascotrade S.p.A.. - Pieve di Soligo (TV) - 100%
  -  Ascopiave Energie S.p.A.. - Pieve di Soligo (TV)  - 100%
  -  Blue Meta. - Bergamo (BG) - 100%
  -  Etra Energia S.r.l.. - Cittadella (PD) - 51%
  - Sinergie Italiane - in liquidazione - 30,94%
  -  ASM SET S.r.l.. - Rovigo - 49%
- AP RETI GAS S.p.A.. - via Verizzo 1030 Pieve di Soligo (TV) - 100%
- AP RETI GAS ROVIGO S.r.l.. - Viale della Tecnica 7 (RO) - 100%
- AP RETI GAS VICENZA S.p.A.. - Via Cementi 1 Schio (VI) - 100%
- AP RETI GAS NORDEST S.r.l.. - Via Jacopo Corrado 1 Padova (PD) - 100%
- EDIGAS S.p.A.. - 100%

#### Settore Acqua
- CART ACQUA S.r.l.. - via Lombardia 27 Nembro (BG) - 100%
  -  COGEIDE S.p.A.. - 18,33%

#### Multiservizi
- ACSM-AGAM S.p.A. (archiviato dall'url originale il 24 gennaio 2022). - via Canova 3 Monza (MB) - 5,0000047%

Dati Aggiornati al 24/01/2022

## Dati economici e finanziari
Dal bilancio al 31 dicembre 2018, il gruppo Ascopiave ha un capitale investito consolidato di circa 565,4 milioni di Euro, con un patrimonio netto di circa 447,9 milioni di Euro, un fatturato consolidato di circa 581,7 milioni di Euro ed un utile netto consolidato di circa 46,5 milioni di Euro.
Al 31 dicembre 2018 il gruppo Ascopiave occupava più di 312 dipendenti, di cui oltre 262 in organico alla capogruppo.

## Teleriscaldamento e cogenerazione
Nel 2015 l'attività di gestione degli impianti di cogenerazione per il Gruppo Ascopiave S.p.A. è stata svolta dalla Divisione Ricerca e Sviluppo.
Per quanto riguarda le attività sugli impianti termici in cogenerazione, nel corso del 2015 è stato gestito il funzionamento di quattro impianti.
L'impianto “Le Cime a Mirano (VE)” non ha registrato modifiche di impianto o estendimento della rete di teleriscaldamento ma ha fatto registrare un aumento dall'79% al 85% del grado di riempimento dei clienti residenziali allacciati. Sull'impianto è attivo un contratto di leasing.
Il gruppo di cogenerazione ha lavorato a regime, venendo acceso nel periodo invernale per la fornitura di energia termica per uso riscaldamento dei clienti allacciati e nel periodo estivo per alimentare l'assorbitore per la produzione di energia frigorifera per uso raffrescamento per i medesimi clienti.
L'impianto “Bella Mirano a Mirano (VE)” ha fatto registrare un aumento dal 105% al 113% del grado di riempimento dei clienti residenziali allacciati. Il superamento della quota di saturazione 100% è dovuto al fatto che, in aggiunta al progetto originario, nel corso del 2014 sono stati allacciati due nuovi condomini alla rete di teleriscaldamento, non facenti parte del progetto originario, ma allacciati a seguito di contributo a copertura totale dei costi, corrisposto dai costruttori dei due nuovi condomini. Il gruppo di cogenerazione ha lavorato a regime, venendo acceso nel periodo invernale per la fornitura di energia termica a uso riscaldamento.
L'impianto “Cà Tron a Dolo (VE)” ha fatto registrare un aumento dal 29% al 31% del grado di riempimento dei clienti residenziali allacciati. Si sottolinea il fatto che ad oggi è stato realizzato solo il primo stralcio (circa il 50%) dell'intera lottizzazione oggetto di Convenzione.
Il gruppo di cogenerazione ha lavorato a regime, venendo acceso nel periodo invernale per la fornitura di energia termica uso riscaldamento ai clienti allacciati.
L'impianto “Ponte Tresa a Ponte Tresa (VA)” non ha fatto registrare variazioni del grado di riempimento dei clienti allacciati alla rete di teleriscaldamento.
Il gruppo di cogenerazione ha lavorato a regime, venendo acceso nel periodo invernale per la fornitura di energia termica uso riscaldamento ai clienti allacciati.